# Lastra a Signa
Lastra a Signa là một đô thị ở tỉnh Firenze trong vùng Toscana, tọa lạc khoảng 12 km về phía tây của Florence. Tại thời điểm ngày 31 tháng 12 năm 2004, đô thị này có dân số 18.531 người và diện tích là 43,1 km².
Đô thị Lastra a Signa có các frazioni (các đơn vị cấp dưới, chủ yếu là các làng) Ponte a Signa, Porto di Mezzo, La Lisca, La Luna, Brucianesi, Malmantile, Ginestra Fiorentina, Marliano, Vigliano, và Carcheri.
Lastra a Signa giáp các đô thị sau: Carmignano, Montelupo Fiorentino, Montespertoli, Scandicci, Signa.